# Euroleague Basketball 2020-2021 - Final Four
Le Final Four della Euroleague Basketball 2020-2021 sono state la 64ª edizione delle finali del principale torneo di pallacanestro per club, la 21ª edizione da quando la competizione viene organizzata dalla Euroleague Basketball. È stata la 34ª Final Four della moderna EuroLeague e la 36ª edizione della competizione che si è conclusa con il formato della finale a quattro squadre.
Le partite della Final Four 2021 si sono svolte alla Lanxess Arena di Colonia il 28 ed il 30 maggio 2021.

## Sede
Il 7 settembre 2020, Euroleague Basketball annuncia che le Final Four per la stagione 2020-2021 si terranno alla Lanxess Arena di Colonia.
A causa della pandemia di COVID-19, per la prima volta le Final Four verranno disputate senza pubblico.
| Colonia                         | Colonia (Europa) |
| Lanxess Arena                   | Colonia (Europa) |
| Posti a sedere: 18.500 - 19.500 | Colonia (Europa) |
|                                 | Colonia (Europa) |

## Percorso verso le Final Four
| Squadra        | Regular season | Regular season | Regular season |                      | Play-off | Play-off |
| Squadra        | Gruppo         | V              | P              | Avversaria           | Serie    |          |
| -------------- | -------------- | -------------- | -------------- | -------------------- | -------- | -------- |
| Barcellona     | 1ª             | 24             | 10             | Zenit S. Pietroburgo | 3 – 2    |          |
| CSKA Mosca     | 2ª             | 24             | 10             | Fenerbahçe           | 3 – 0    |          |
| Anadolu Efes   | 3ª             | 22             | 12             | Real Madrid          | 3 – 2    |          |
| Olimpia Milano | 4ª             | 21             | 13             | Bayern Monaco        | 3 – 2    |          |

### Tabellone
|  | Semifinali     | Semifinali     | Semifinali |            |              | Finale          | Finale          | Finale          |  |
|  |                |                |            |            |              |                 |                 |                 |  |
|  | CSKA Mosca     | CSKA Mosca     | 86         |            |              |                 |                 |                 |  |
|  | CSKA Mosca     | CSKA Mosca     | 86         |            |              |                 |                 |                 |  |
|  | Anadolu Efes   | Anadolu Efes   | 89         |            |              |                 |                 |                 |  |
|  | Anadolu Efes   | Anadolu Efes   | 89         |            | Anadolu Efes | Anadolu Efes    | 86              |                 |  |
|  |                |                |            |            | Anadolu Efes | Anadolu Efes    | 86              |                 |  |
|  |                |                | Barcellona | Barcellona | 81           |                 |                 |                 |  |
|  | Barcellona     | Barcellona     | Barcellona | Barcellona | 81           | 84              |                 |                 |  |
|  | Barcellona     | Barcellona     |            |            |              | 84              |                 |                 |  |
|  | Olimpia Milano | Olimpia Milano | 82         |            |              | Finale 3º posto | Finale 3º posto | Finale 3º posto |  |
|  | Olimpia Milano | Olimpia Milano | 82         |            |              |                 |                 |                 |  |
|  |                |                |            |            |              |                 |                 |                 |  |
|  |                |                |            |            |              | CSKA Mosca      | CSKA Mosca      | 73              |  |
|  |                |                |            |            |              | CSKA Mosca      | CSKA Mosca      | 73              |  |
|  |                |                |            |            |              | Olimpia Milano  | Olimpia Milano  | 83              |  |

## Semifinali

### CSKA Mosca - Anadolu Efes
| Arbitri: | Saša Pukl Juan Carlos García Gytis Vilius |

|                                   |            |                               |
| Clyburn 26 Hackett 17 Lundberg 15 | Punti      | 25 Micić 19 Şanlı 15 Beaubois |
| Hackett, Voigtmann 2              | Assist     | 6 Micić                       |
| Clyburn, Shengelia 7              | Rimbalzi   | 8 Şanlı                       |
| Dīmītrīs Itoudīs                  | Allenatori | Ergin Ataman                  |

| Quintetto titolare | Quintetto titolare | Quintetto titolare    | Pt   | Rim  | Ass  |
| ------------------ | ------------------ | --------------------- | ---- | ---- | ---- |
| G                  | 6                  | Darrun Hilliard       | 0    | 1    | 1    |
| G                  | 10                 | Daniel Hackett        | 17   | 3    | 2    |
| A                  | 41                 | Nikita Kurbanov       | 2    | 2    | 0    |
| AC                 | 23                 | Tornik'e Shengelia    | 10   | 7    | 0    |
| C                  | 50                 | Micheal Eric          | 0    | 0    | 0    |
| Panchina:          |                    |                       |      |      |      |
| G                  | 1                  | Gabriel Lundberg      | 15   | 0    | 1    |
| AC                 | 3                  | Joel Bolomboy         | n.e. | n.e. | n.e. |
| AP                 | 7                  | Ivan Uchov (cestista) | 8    | 1    | 1    |
| AG                 | 11                 | Semën Antonov         | 0    | 0    | 0    |
| PG                 | 13                 | Jānis Strēlnieks      | 2    | 0    | 0    |
| C                  | 17                 | Johannes Voigtmann    | 6    | 4    | 2    |
| AP                 | 21                 | Will Clyburn          | 26   | 7    | 1    |
| Allenatore:        |                    |                       |      |      |      |
| Dīmītrīs Itoudīs   |                    |                       |      |      |      |

| CSKA Mosca |  | Anadolu Efes |

| CSKA Mosca    | Statistiche        | Anadolu Efes  |
| ------------- | ------------------ | ------------- |
|               | Statistiche        |               |
| 25/35 (71.4%) | Tiro da 2          | 21/35 (60%)   |
| 7/25 (28%)    | Tiro da 3          | 8/20 (40%)    |
| 15/19 (78.9%) | Tiri liberi        | 23/27 (85.2%) |
| 8             | Rimbalzi offensivi | 6             |
| 20            | Rimbalzi difensivi | 23            |
| 28            | Rimbalzi totali    | 29            |
| 8             | Assist             | 12            |
| 11            | Palle perse        | 12            |
| 5             | Palle rubate       | 2             |
| 3             | Stoppate           | 6             |
| 26            | Falli              | 24            |

| Quintetto titolare | Quintetto titolare | Quintetto titolare | Pt   | Rim  | Ass  |
| ------------------ | ------------------ | ------------------ | ---- | ---- | ---- |
| P                  | 1                  | Rodrigue Beaubois  | 15   | 1    | 1    |
| G                  | 22                 | Vasilije Micić     | 25   | 3    | 6    |
| G                  | 44                 | Krunoslav Simon    | 10   | 6    | 3    |
| AC                 | 2                  | Chris Singleton    | 1    | 3    | 1    |
| C                  | 15                 | Sertaç Şanlı       | 19   | 8    | 0    |
| Panchina:          |                    |                    |      |      |      |
| P                  | 0                  | Shane Larkin       | 11   | 1    | 1    |
| P                  | 4                  | Doğuş Balbay       | 0    | 0    | 0    |
| AG                 | 18                 | Adrien Moerman     | 6    | 1    | 0    |
| G                  | 19                 | Buğrahan Tuncer    | n.e. | n.e. | n.e. |
| C                  | 21                 | Tibor Pleiß        | n.e. | n.e. | n.e. |
| G                  | 23                 | James Anderson     | 2    | 1    | 0    |
| C                  | 42                 | Bryant Dunston     | 0    | 1    | 0    |
| Allenatore:        |                    |                    |      |      |      |
| Ergin Ataman       |                    |                    |      |      |      |

### Barcellona - Olimpia Milano
| Arbitri: | Sreten Radović Matej Boltauzer Oļegs Latiševs |

|                                   |            |                               |
| Mirotić 21 Calathes 17 Higgins 11 | Punti      | 23 Punter 14 Micov 13 Shields |
| Calathes 6                        | Assist     | 4 Delaney                     |
| Mirotić 6                         | Rimbalzi   | 7 Delaney                     |
| Šarūnas Jasikevičius              | Allenatori | Ettore Messina                |

| Quintetto titolare   | Quintetto titolare | Quintetto titolare | Pt | Rim | Ass |
| -------------------- | ------------------ | ------------------ | -- | --- | --- |
| P                    | 99                 | Nick Calathes      | 17 | 4   | 6   |
| GA                   | 22                 | Cory Higgins       | 11 | 2   | 1   |
| G                    | 21                 | Álex Abrines       | 6  | 4   | 0   |
| AG                   | 33                 | Nikola Mirotić     | 21 | 6   | 0   |
| AG                   | 0                  | Brandon Davies     | 2  | 2   | 2   |
| Panchina:            |                    |                    |    |     |     |
| GA                   | 8                  | Ádám Hanga         | 2  | 0   | 0   |
| PG                   | 9                  | Leandro Bolmaro    | 4  | 1   | 3   |
| A                    | 10                 | Rolands Šmits      | 3  | 4   | 0   |
| AC                   | 16                 | Pau Gasol          | 10 | 3   | 1   |
| AC                   | 18                 | Pierre Oriola      | 0  | 0   | 0   |
| G                    | 24                 | Kyle Kuric         | 8  | 1   | 1   |
| A                    | 30                 | Víctor Claver      | 0  | 1   | 0   |
| Allenatore:          |                    |                    |    |     |     |
| Šarūnas Jasikevičius |                    |                    |    |     |     |

| Barcellona |  | Olimpia Milano |

| Barcellona    | Statistiche        | Olimpia Milano |
| ------------- | ------------------ | -------------- |
|               | Statistiche        |                |
| 19/36 (52.8%) | Tiro da 2          | 16/40 (40%)    |
| 8/20 (40%)    | Tiro da 3          | 11/23 (47.8%)  |
| 22/28 (78.6%) | Tiri liberi        | 17/19 (89.5%)  |
| 13            | Rimbalzi offensivi | 18             |
| 17            | Rimbalzi difensivi | 18             |
| 30            | Rimbalzi totali    | 36             |
| 14            | Assist             | 11             |
| 13            | Palle perse        | 17             |
| 8             | Palle rubate       | 8              |
| 6             | Stoppate           | 0              |
| 22            | Falli              | 22             |

| Quintetto titolare | Quintetto titolare | Quintetto titolare | Pt | Rim | Ass |
| ------------------ | ------------------ | ------------------ | -- | --- | --- |
| G                  | 23                 | Malcolm Delaney    | 9  | 7   | 4   |
| AP                 | 31                 | Shavon Shields     | 13 | 5   | 1   |
| AP                 | 5                  | Vladimir Micov     | 14 | 1   | 1   |
| AG                 | 2                  | Zach LeDay         | 8  | 3   | 1   |
| C                  | 42                 | Kyle Hines         | 4  | 5   | 2   |
| Panchina:          |                    |                    |    |     |     |
| G                  | 0                  | Kevin Punter       | 23 | 2   | 0   |
| G                  | 10                 | Michael Roll       | 0  | 0   | 0   |
| P                  | 13                 | Sergio Rodríguez   | 11 | 1   | 2   |
| C                  | 15                 | Kaleb Tarczewski   | 0  | 4   | 0   |
| A                  | 32                 | Jeff Brooks        | 0  | 0   | 0   |
| AG                 | 40                 | Jeremy Evans       | 0  | 1   | 0   |
| AP                 | 70                 | Luigi Datome       | 0  | 0   | 0   |
| Allenatore:        |                    |                    |    |     |     |
| Ettore Messina     |                    |                    |    |     |     |

## Finali

### Finale 3º/4º posto
| Arbitri: | Juan Carlos Garcia Mehdi Difallah Uros Nikolic |

|                                       |            |                                                                      |
| Shengelia 18 Lundberg 15 Voigtmann 12 | Punti      | 14 Micov, Rodríguez 11 Moraschini, Roll, Shields 7 LeDay, Tarczewski |
| Shengelia 9                           | Assist     | 7 Shields                                                            |
| Shengelia, Uchov 3                    | Rimbalzi   | 6 Rodríguez                                                          |
| Dīmītrīs Itoudīs                      | Allenatori | Ettore Messina                                                       |

| Quintetto titolare | Quintetto titolare | Quintetto titolare  | Pt | Rim | Ass |
| ------------------ | ------------------ | ------------------- | -- | --- | --- |
| G                  | 10                 | Michael Roll        | 11 | 3   | 1   |
| AP                 | 31                 | Shavon Shields      | 11 | 7   | 0   |
| AP                 | 5                  | Vladimir Micov      | 14 | 2   | 1   |
| AG                 | 2                  | Zach LeDay          | 7  | 3   | 1   |
| C                  | 15                 | Kaleb Tarczewski    | 7  | 2   | 1   |
| Panchina:          |                    |                     |    |     |     |
| G                  | 0                  | Kevin Punter        | 2  | 1   | 0   |
| G                  | 9                  | Riccardo Moraschini | 11 | 3   | 1   |
| P                  | 13                 | Sergio Rodríguez    | 14 | 3   | 6   |
| P                  | 20                 | Andrea Cinciarini   | 0  | 0   | 0   |
| A                  | 32                 | Jeff Brooks         | 0  | 0   | 0   |
| AG                 | 40                 | Jeremy Evans        | 1  | 3   | 0   |
| C                  | 42                 | Kyle Hines          | 5  | 5   | 4   |
| Allenatore:        |                    |                     |    |     |     |
| Ettore Messina     |                    |                     |    |     |     |

| Olimpia Milano |  | CSKA Mosca |

| Olimpia Milano | Statistiche        | CSKA Mosca    |
| -------------- | ------------------ | ------------- |
|                | Statistiche        |               |
| 18/32 (56.3%)  | Tiro da 2          | 19/37 (51.4%) |
| 11/22 (50.0%)  | Tiro da 3          | 6/26 (23.1%)  |
| 14/20 (70.0%)  | Tiri liberi        | 17/20 (85.0%) |
| 4              | Rimbalzi offensivi | 7             |
| 28             | Rimbalzi difensivi | 24            |
| 32             | Rimbalzi totali    | 31            |
| 15             | Assist             | 11            |
| 14             | Palle perse        | 9             |
| 6              | Palle rubate       | 11            |
| 0              | Stoppate           | 7             |
| 25             | Falli              | 22            |

| Quintetto titolare | Quintetto titolare | Quintetto titolare | Pt | Rim | Ass |
| ------------------ | ------------------ | ------------------ | -- | --- | --- |
| G                  | 1                  | Gabriel Lundberg   | 13 | 4   | 2   |
| AP                 | 7                  | Ivan Ukhov         | 2  | 0   | 3   |
| A                  | 41                 | Nikita Kurbanov    | 8  | 4   | 1   |
| AC                 | 23                 | Tornik'e Shengelia | 18 | 9   | 3   |
| AC                 | 3                  | Joel Bolomboy      | 8  | 1   | 0   |
| Panchina:          |                    |                    |    |     |     |
| G                  | 4                  | Alexander Khomenko | 3  | 0   | 1   |
| G                  | 6                  | Darrun Hilliard    | 9  | 2   | 1   |
| AG                 | 11                 | Semën Antonov      | 0  | 2   | 0   |
| PG                 | 13                 | Jānis Strēlnieks   | 0  | 1   | 0   |
| C                  | 17                 | Johannes Voigtmann | 12 | 6   | 0   |
| AP                 | 21                 | Will Clyburn       | 0  | 1   | 0   |
| C                  | 50                 | Micheal Eric       | 0  | 1   | 0   |
| Allenatore:        |                    |                    |    |     |     |
| Dīmītrīs Itoudīs   |                    |                    |    |     |     |

### Finale
| Arbitri: | Sasa Pukl Olegs Latisevs Gytis Vilius |

|                               |            |                             |
| Higgins 23 Kuric 18 Davies 17 | Punti      | 25 Micić 21 Larkin 12 Şanlı |
| Bolmaro 3                     | Assist     | 5 Micić                     |
| Davies 11                     | Rimbalzi   | 8 Moerman                   |
| Šarūnas Jasikevičius          | Allenatori | Ergin Ataman                |

| Quintetto titolare   | Quintetto titolare | Quintetto titolare | Pt   | Rim  | Ass  |
| -------------------- | ------------------ | ------------------ | ---- | ---- | ---- |
| P                    | 99                 | Nick Calathes      | 0    | 2    | 1    |
| GA                   | 22                 | Cory Higgins       | 23   | 2    | 1    |
| A                    | 30                 | Víctor Claver      | 2    | 1    | 0    |
| AG                   | 33                 | Nikola Mirotić     | 11   | 9    | 0    |
| AG                   | 0                  | Brandon Davies     | 17   | 11   | 2    |
| Panchina:            |                    |                    |      |      |      |
| GA                   | 8                  | Ádám Hanga         | 0    | 0    | 0    |
| PG                   | 9                  | Leandro Bolmaro    | 7    | 5    | 3    |
| A                    | 10                 | Rolands Šmits      | 0    | 0    | 1    |
| AC                   | 16                 | Pau Gasol          | 1    | 3    | 0    |
| AC                   | 18                 | Pierre Oriola      | n.e. | n.e. | n.e. |
| G                    | 21                 | Álex Abrines       | 2    | 4    | 0    |
| G                    | 24                 | Kyle Kuric         | 18   | 1    | 2    |
| Allenatore:          |                    |                    |      |      |      |
| Šarūnas Jasikevičius |                    |                    |      |      |      |

| Barcellona |  | Anadolu Efes |

| Barcellona    | Statistiche        | Anadolu Efes  |
| ------------- | ------------------ | ------------- |
|               | Statistiche        |               |
| 17/37 (46%)   | Tiro da 2          | 22/39 (56.4%) |
| 8/30 (26.7%)  | Tiro da 3          | 4/18 (22.2%)  |
| 23/29 (79.3%) | Tiri liberi        | 30/35 (85.7%) |
| 17            | Rimbalzi offensivi | 7             |
| 21            | Rimbalzi difensivi | 23            |
| 38            | Rimbalzi totali    | 30            |
| 10            | Assist             | 12            |
| 14            | Palle perse        | 10            |
| 5             | Palle rubate       | 8             |
| 3             | Stoppate           | 2             |
| 30            | Falli              | 25            |

| Quintetto titolare | Quintetto titolare | Quintetto titolare | Pt   | Rim  | Ass  |
| ------------------ | ------------------ | ------------------ | ---- | ---- | ---- |
| P                  | 0                  | Shane Larkin       | 21   | 2    | 3    |
| G                  | 22                 | Vasilije Micić     | 25   | 3    | 5    |
| G                  | 44                 | Krunoslav Simon    | 4    | 3    | 2    |
| AC                 | 2                  | Chris Singleton    | 4    | 3    | 0    |
| C                  | 15                 | Sertaç Şanlı       | 12   | 2    | 0    |
| Panchina:          |                    |                    |      |      |      |
| P                  | 1                  | Rodrigue Beaubois  | 3    | 1    | 0    |
| P                  | 4                  | Doğuş Balbay       | 0    | 0    | 0    |
| AG                 | 18                 | Adrien Moerman     | 6    | 8    | 1    |
| G                  | 19                 | Buğrahan Tuncer    | n.e. | n.e. | n.e. |
| C                  | 21                 | Tibor Pleiß        | 5    | 3    | 0    |
| G                  | 23                 | James Anderson     | 0    | 2    | 0    |
| C                  | 42                 | Bryant Dunston     | 6    | 3    | 1    |
| Allenatore:        |                    |                    |      |      |      |
| Ergin Ataman       |                    |                    |      |      |      |

| Vincitrice Euroleague Basketball 2020-2021 |
| ------------------------------------------ |
| Anadolu Efes 1º titolo                     |